# Richard Holm
Richard Holm (ur. 3 sierpnia 1912 w Stuttgarcie, zm. 20 lipca 1988 w Monachium) – niemiecki śpiewak operowy, tenor.

## Życiorys
Studiował u Rudolfa Rittera w Stuttgarcie, gdzie początkowo występował jako artysta estradowy i śpiewał w radio. Zadebiutował na scenie operowej w 1937 roku w Kilonii. Początkowo występował w Norymberdze i Hamburgu, w 1948 roku otrzymał angaż do Bayerische Staatsoper w Monachium. W 1952 roku rolą Dawida w Śpiewakach norymberskich debiutował w nowojorskiej Metropolitan Opera. Występował gościnnie w Londynie, Mediolanie, Wiedniu, Berlinie, na festiwalach w Salzburgu, Bayreuth i Glyndebourne. Ceniony był zwłaszcza jako interpretator ról w operach W.A. Mozarta, wykonywał też z powodzeniem repertuar współczesny (Robespierre w Dantons Tod Gottfrieda von Einema, Aschenbach w Death in Venice Benjamina Brittena). Wystąpił w prapremierowych przedstawieniach Die Harmonie der Welt Paula Hindemitha (Monachium 1957, w roli Wallensteina) i Die Verlobung in San Domingo Wernera Egka (Monachium 1963, w roli Christophera von Rieda).
Od 1967 roku uczył śpiewu w monachijskiej Hochschule für Musik.